# Уинклър (окръг, Тексас)
Окръг Уинклър (на английски: Winkler County) е окръг в щата Тексас, Съединени американски щати. Площта му е 2178 km², а населението - 7173 души (2000). Административен център е град Кърмит.